# Taiyutyla trifurca
Taiyutyla trifurca är en mångfotingart som beskrevs av Shear 1976. Taiyutyla trifurca ingår i släktet Taiyutyla och familjen Conotylidae. Inga underarter finns listade i Catalogue of Life.